# 서처 II

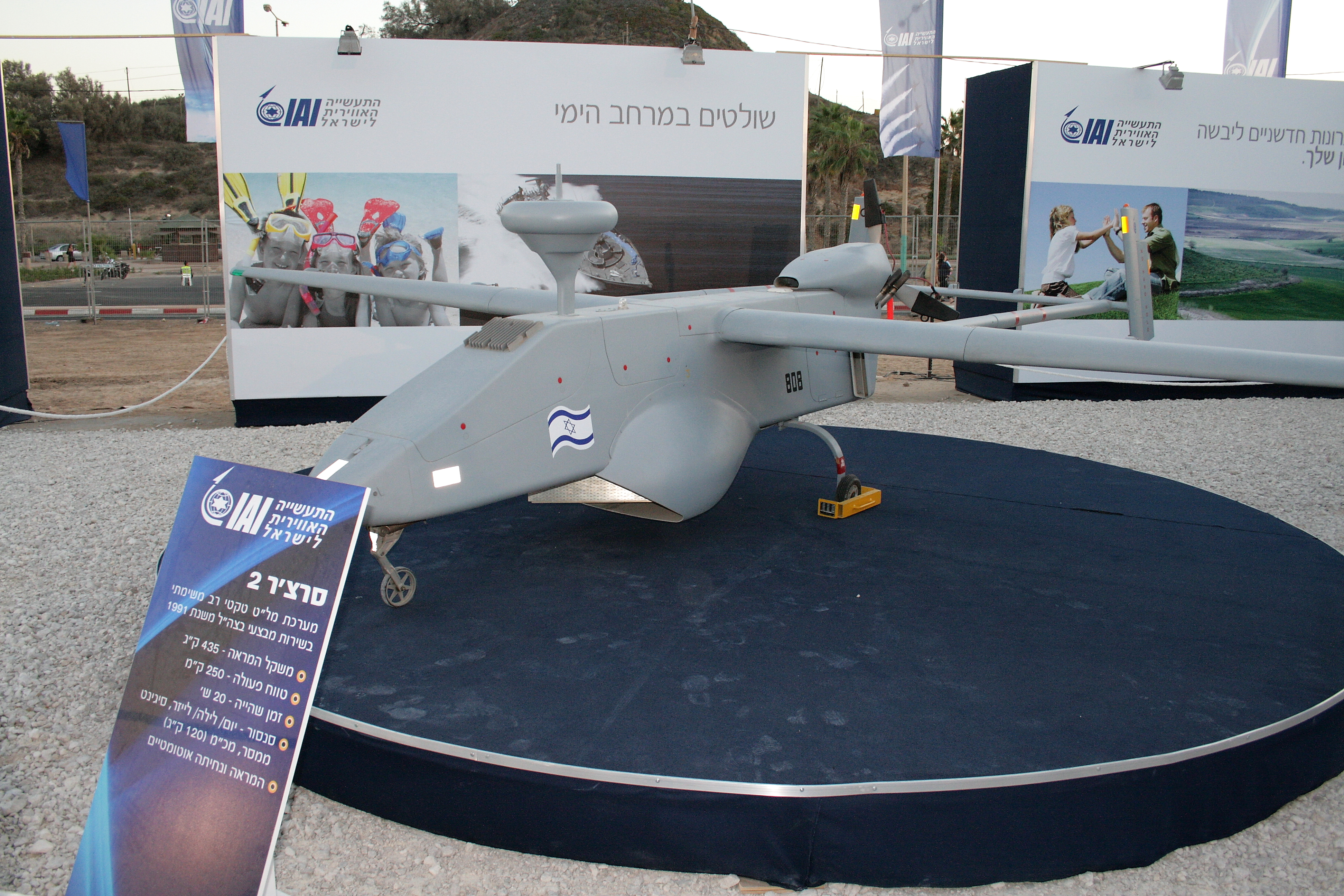
서처 II

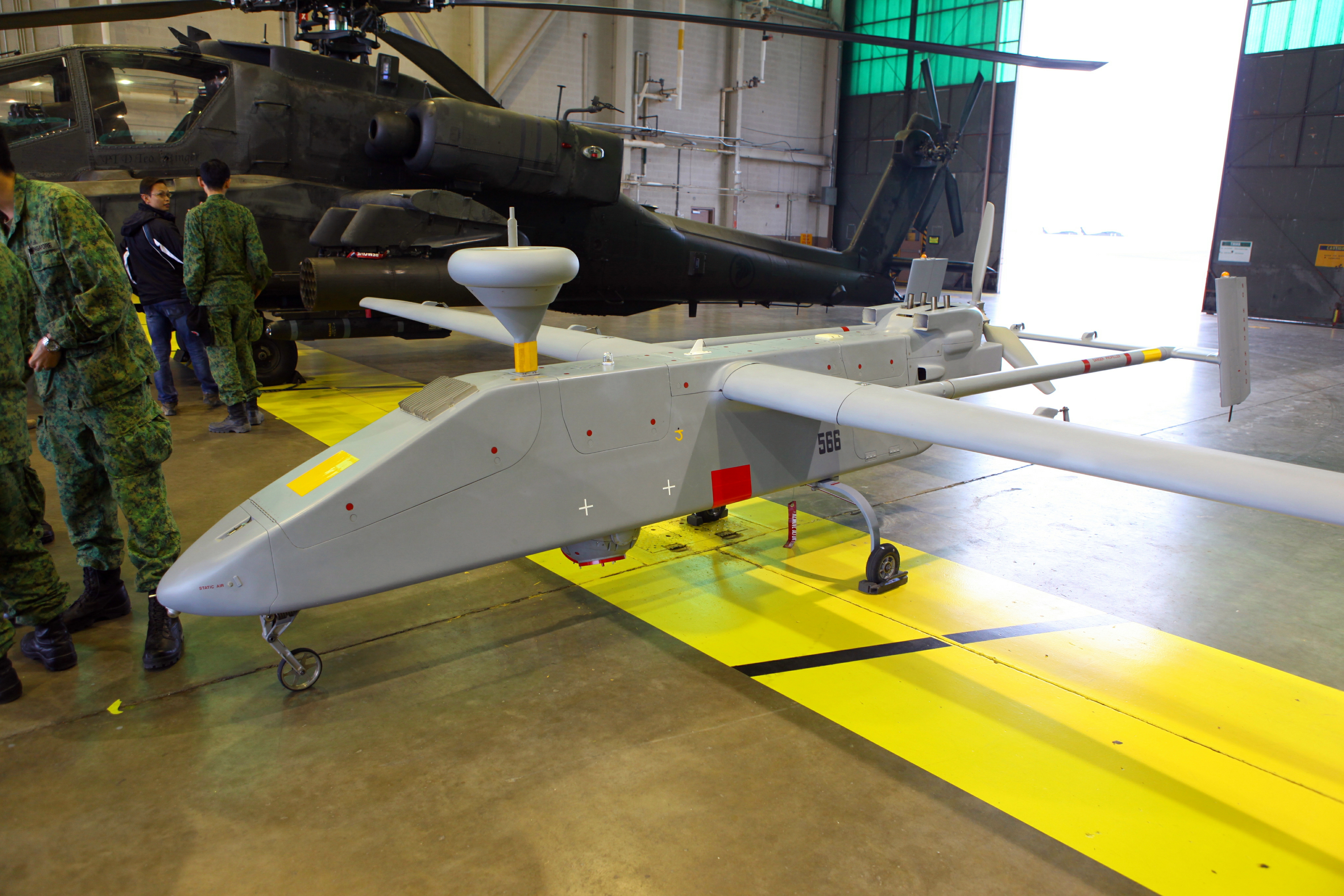
싱가포르의 서처 II

서처 II(히브리어: סרצ'ר)는 이스라엘 IAI사가 제작한 중저고도 무인 정찰기이다. 3세대였던 서처 I에 비해 서처 II는 4세대 무인기 시스템이다.

## 역사
서처-1은 1992년, 서처-2는 1998년에 소개되었다.

## 대한민국
대한민국 국가정보원에서는 서처 I 시스템을 도입하였다. 제1연평해전이 있은 후, 대한민국 군당국은 해론을 서해감시에 투입하려고 하였다. 2008년 해론의 SAR와 비슷한 성능인 KPU-STC 국산화를 시도하였다. 2012년 기준으로 4개 군단은 비조, 2개 군단은 서처를 사용 중이다.
한국은 서처 10여대를 사용중인데, 대당 12억원에 구매했다. 그런데, 절반 정도가 착륙 과정에서 파손되었다고 알려져 있다. 다시 손실분을 재구매했는지는 미확인이다.
2011년 국정감사에서 서처 2대 파손이 지적되었다.
대대급 무인기 대당 가격은 약 3700만원에 달하고 서처(대당 12억7000만원)나 RQ-101 송골매(대당 13억2000만원), IAI 헤론(대당 28억9000만원) 등 군단급 무인기의 가격은 비싸다. 한국은 2020년 기준으로 차기 군단급 무인기를 개발중이다.
이스라엘 국영방산업체 IAI가 개발한 서처는 작전반경 100㎞, 체공시간 14시간으로 2005년 제5군단 (대한민국)에 최초 배치됐으며 주로 중·동부전선의 포병부대 작전과 기갑부대 작전에 참여하고 있다.
2008년 1월 31일, 경기도 포천시 선단동 공장 인근에 제5군단 (대한민국) 소속 서처-2 무인기가 추락했다.
육군지상작전사령부 산하 2개 군단이 서처-2를 사용중이다. 국정원도 사용중이다.
육군지상작전사령부는 무게 500 kg 서처-2 보다 대형인 무게 1100 kg IAI 헤론 3대를 사용중인데, 1대는 추락했다. 무게 1020 kg 미국 MQ-1 프레데터와 비슷한 무게이다.

## 운용 국가
- 인도
  - 인도 육군 100 대 이상
  - 인도 해군 8 대
  - 인도 공군 대수 미상
- 태국 4대
- 싱가포르 공군 40대
- 대한민국 10여대, 대당 12억원
- 러시아 국내 면허생산

## 제원
- 길이: 5.85 m
- 무게: 426 kg
- 높이: 1.25 m
- 날개폭: 8.54 m
- 운용고도: 6,100 m
- 최대속도: 200 km/h 125 mph / 110 knot
- 작전거리: 120 km
- 엔진: Rotary engine 73 hp
- 체공시간: 18 시간
- 발사중량: 500 kg
- 화물중량: 68 kg
- 탑재가능장비: 주야간 광학카메라 또는 SAR
  - 광학카메라: IAI MOSP (TV + IR : 가시광선 + 적외선)
  - SAR: IAI EL/M-2055 SAR/GMTI UAV Reconnaissance System
    - 탐지거리: 200 ~ 250 km
- 이륙방식: Launch scheme Runway, RATO booster
- 착륙방식: Recovery scheme Runway, parachute, net

## 같이 보기
- 이스라엘의 군사 장비
- EL/M-2055: 서처 II에 탑재된 SAR 레이다
- RQ-2 파이오니어: 비조와 동급인 파이오니어 항목에는 사진이 많이 등록되어 있다. 비조의 이해에 도움이 된다.
- 서처 II: 파이오니어 보다 훨씬 고성능의 UAV. 한국은 군단급 무인기로 비조와 서처를 운용중이다.
- 대한항공 무인항공기: RQ-7 섀도를 대한민국이 국산화에 성공하였다.
- KUS-9: 대한항공이 개발한 한국의 사단급 무인기